# Alansmia alfaroi
Alansmia alfaroi là một loài dương xỉ trong họ Polypodiaceae. Loài này được Donn. Sm. Moguel & M. Kessler mô tả khoa học đầu tiên năm 2011.